# Erziehung nach Auschwitz
Erziehung nach Auschwitz ist der Titel eines Radiovortrags von Theodor W. Adorno aus dem Jahr 1966, der später in Schriftform veröffentlicht wurde. Er gilt als ein Klassiker der Pädagogik. Der Titel des Vortrags bezieht sich auf das Konzentrationslager Auschwitz, das im Text sinnbildlich für den Holocaust steht.

## Kontext der Veröffentlichung
Im Jahr 1959 kam es in der Bundesrepublik Deutschland zu einer großen Welle antisemitischer Äußerungen und Straftaten, wie z. B. die Schändung der Synagoge in Köln. Adorno hielt im November desselben Jahres einen Vortrag beim Deutschen Koordinierungsrat der Gesellschaften für Christlich-Jüdische Zusammenarbeit, in dem er die deutsche Schlussstrich-Mentalität der Nachkriegszeit kritisierte. Adorno, der selbst vor dem Nationalsozialismus geflohen war, versuchte die deutsche Öffentlichkeit vor der Gefahr eines weiter bestehenden und weit verbreiteten Antisemitismus in der deutschen Gesellschaft zu warnen. Auch dafür hielt Adorno eine große Zahl von Vorträgen, viele davon (in den 1950er und -60er Jahren ca. 300) im Radio. Erziehung nach Auschwitz intervenierte in die öffentliche Debatte, die durch den Abschluss der Auschwitzprozesse in Frankfurt angestoßen worden war. Erziehung nach Auschwitz wurde als Vortrag am 18. April 1966 im Hessischen Rundfunk gesendet und erschien im Folgejahr 1967 im Band Zum Bildungsbegriff der Gegenwart erstmals in Schriftform.

## Inhalt
Zu Beginn des Texts stellt der Autor seine zentrale Forderung dar:

„Die Forderung, daß Auschwitz nicht noch einmal sei, ist die allererste an Erziehung. Sie geht so sehr jeglicher anderen voran, daß ich weder glaube, sie begründen zu müssen noch zu sollen. Ich kann nicht verstehen, daß man mit ihr bis heute so wenig sich abgegeben hat. Sie zu begründen hätte etwas Ungeheuerliches angesichts des Ungeheuerlichen, das sich zutrug.“

Adorno versucht außerdem, die Voraussetzungen des Holocausts zu analysieren, den er auch als Folge eines wiedererstarkten Nationalismus sieht. Er greift aber auch auf seine Studien zum autoritären Charakter zurück und wendet sich somit anstatt auf objektive Zustände, die er als schwer veränderbar einschätzt, den Subjekten zu. Diese Suche nach den inneren Mechanismen, die Auschwitz ermöglicht hätten, mit dem Ziel sie zu verhindern, nennt er „die Wendung aufs Subjekt“ (S. 676). Dafür müsse man sich auf die frühe Kindheit konzentrieren und von autoritären Erziehungsmethoden absehen, denn die „einzig wahrhafte Kraft gegen das Prinzip von Auschwitz wäre Autonomie [...]; die Kraft zur Reflexion, zur Selbstbestimmung, zum Nicht-Mitmachen“ (S. 679). Trotz dieser Wende zum Subjekt betont Adorno aber auch die Bedeutung gesellschaftlicher Zustände für psychologische Einstellungen und betont, dass „die Gesellschaft in ihrer gegenwärtigen Gestalt – und wohl seit Jahrtausenden – [...] nicht, wie seit Aristoteles ideologisch unterstellt wurde, auf Anziehung, auf Attraktion [beruht], sondern auf der Verfolgung des je eigenen Interesses gegen die Interessen aller anderen. Das hat im Charakter der Menschen bis in ihr Innerstes hinein sich niedergeschlagen“ (S. 687). Zwar hält er sich im Text mit konkreten Beispielen zurück und bleibt Anhänger eines „realistischen Pessismus“. Am Ende des Textes greift er die Forderung aus der Einleitung auf:

„Aller politische Unterricht endlich sollte zentriert sein darin, daß Auschwitz nicht sich wiederhole. Das wäre möglich nur, wenn zumal er ohne Angst, bei irgendwelchen Mächten anzustoßen, offen mit diesem Allerwichtigsten sich beschäftigt. Dazu müßte er in Soziologie sich verwandeln, also über das gesellschaftliche Kräftespiel belehren, das hinter der Oberfläche der politischen Formen seinen Ort hat.“

## Rezeption
Der Text gilt als ein theoriegeschichtlich bedeutsamer pädagogischer Klassiker und bot der Nachkriegsgeneration in der Erziehungswissenschaft eine Begründung für eine an Emanzipation und Selbstbestimmung ausgerichtete Pädagogik. Die in Bezug auf Erziehung optimistischen Aspekte aus Adornos pädagogischem Denken wurden so etwa in der Interkulturellen Pädagogik und Friedenspädagogik aufgegriffen. In der Zeitschrift Tribüne nennt Klaus Ahlheim Erziehung nach Auschwitz Adornos „wohl berühmtesten und meistzitierten Rundfunkvortrag“ und betont dessen bleibende Aktualität. Micha Brumlik schreibt, dass Adorno „jenen Intentionen, die einer Erziehung und Bildung im Hinblick auf den Nationalsozialismus bis heute ihre bisher unübertroffene Artikulation gegeben“ habe. Auch Armin Bernhardt, ein Vertreter der kritischen Pädagogik, argumentiert, in Anbetracht der „niemals ernsthaft von der Gesellschaft in Angriff genommenen Aufarbeitung der Vergangenheit“ brauche „die Gegenwarts- und Zukunftsrelevanz einer entbarbarisierenden Erziehung im Anschluss an Adorno keiner weiteren Begründung“. Der US-amerikanische Pädagogikprofessor Henry Giroux bezeichnet den Text als „as relevant today as it was following the revelations about Auschwitz after World War II.“
Astrid Messerschmidt richtet sich hingegen gegen eine zu oberflächliche und entschärfte Rezeption der Erziehung nach Auschwitz, die vernachlässige, dass aus dem Text ein großer Zweifel an den Möglichkeiten von Pädagogik spreche. Sie empfiehlt eine Lesart als „radikale Selbstreflexion von Erziehung und Erziehungswissenschaft, als Abschied von jeglicher Gewissheit um den Sinn von Erziehung“, die zur radikalen Kritik an der Gegenwart aufrufe. Auch Katharina Rhein warnt vor einer Rezeption, die Adornos „Skepsis gegenüber Versuchen, gesellschaftliche Probleme mit pädagogischen Mitteln zu bearbeiten“ vernachlässige und betont die Bedeutung seiner Nationalismuskritik. Wolfgang Meseth greift die Analyse Helmut Peukerts auf, nach der der Text seines dialektischen Gehalts beraubt in der deutschen Erinnerungskultur instrumentalisiert worden sei. Es gehöre zur „Ironie der Rezeptionsgeschichte“, dass Adorno „zum ,Stichwortgeber‘ einer Pädagogisierung der Erinnerung geworden ist, die dazu geführt hat, dass die intellektuelle Erschütterungen (sic!), die Auschwitz für das moderne Denken bedeutet, sukzessive abgedunkelt worden ist.“

## Ausgaben
- Erziehung nach Auschwitz. (1966) In: Zum Bildungsbegriff der Gegenwart. Hrsg. von Heinz-Joachim Heydorn u. a., Diesterweg-Verlag, Frankfurt/M. 1967, S. 111–123
- Erziehung nach Auschwitz. (1966) In: Theodor W. Adorno: Stichworte. Kritische Modelle 2, Suhrkamp, Frankfurt am Main 1969, S. 85–101
- Erziehung nach Auschwitz. (1966) In: Theodor W. Adorno: Erziehung zur Mündigkeit – Vorträge und Gespräche mit Hellmut Becker 1959 bis 1969. Hrsg. von Gerd Kadelbach, Suhrkamp Taschenbuch, Frankfurt a. Main 1971, ISBN 978-3-518-36511-3, S. 92–109
- Theodor W. Adorno: Gesammelte Schriften. 1. Aufl. Band 10. Kulturkritik und Gesellschaft 1. Prismen [u. a.]. Suhrkamp, Frankfurt am Main 2003, ISBN 978-3-518-06511-2
- Erziehung nach Auschwitz, gekürzte Fassung in: Ullrich Bauer, Uwe H. Bittlingmayer, Albert Scherr (Hrsg.): Handbuch Bildungs- und Erziehungssoziologie, VS Verlag für Sozialwissenschaften, Wiesbaden 2012, ISBN 978-3-531-17922-3, S. 125 (Springer Link)
- Kultur und Verwaltung. Erziehung nach Auschwitz. Zwei Vorträge. Berlin 2023, ISBN 978-3-945980-80-4 PDF